# Лудвиг Юнкер
Лудвиг Юнкер (на немски: Ludwig „der Junker“, * 1305, † 2 февруари 1345) от Дом Хесен е от 1328 г. господар на замък Гребенщайн.
Той е третият син на ландграф Ото I от Хесен (1272 – 1328) и Аделхайд фон Равенсберг (1270 – 1335/1339), дъщеря на граф Ото III от Равенсберг († 1306).
По-големите му братя са Хайнрих II, „Железния“ († 1376), ландграф на Хесен и Ото († 1361), от 1327 г. архиепископ на Магдебург.
През 1328 г. брат му Хайнрих II става ландграф на Хесен и дава на Лудвиг замък Гребенщайн с принадлежащите към него земи като Paragium.
Лудвиг се жени на 15 октомври 1340 г. за Елизабет (Елизе) фон Спонхайм(1310-1350), дъщеря на граф Симон II от Спонхайм (1270 – 1336) и вдовица на швабския граф Рудолф I фон Хоенберг († 1336). Двамата имат децата:
- Ото (* 1341, † пр. 2 декември 1357), домхер в Магдебург, Халберщат и Бамберг
- Херман II „Учения“ (* ок. 1342, † 1341 – 1413), последва чичо си Хайнрих II като ландграф на Хесен
- Агнес (* 1342, † 25 декември 1393), абатиса на манастир Св. Катарина в Айзенах